# Malliß
Malliß est une municipalité allemande du land de Mecklembourg-Poméranie-Occidentale et l'arrondissement de Ludwigslust-Parchim.

## Personnalités liées à la ville
- Ingrid Lotz (1934-), athlète née à Malliß.